# Xã Yellow Bank, Quận Lac qui Parle, Minnesota
Xã Yellow Bank (tiếng Anh: Yellow Bank Township) là một xã thuộc quận Lac qui Parle, tiểu bang Minnesota, Hoa Kỳ. Năm 2010, dân số của xã này là 159 người.